# Bamberger Basketball 2011-2012
Questa voce raccoglie le informazioni riguardanti il Bamberger Basketball nelle competizioni ufficiali della stagione 2011-2012.

## Stagione
La stagione 2011-2012 del Bamberger Basketball è la 38ª nel massimo campionato tedesco di pallacanestro, la Basketball-Bundesliga.

## Roster
Aggiornato al 5 gennaio 2023
| Brose Bamberg 2011-12 | Brose Bamberg 2011-12 |
| Giocatori             | Staff tecnico         |
| --------------------- | --------------------- |

| N. | Naz.                   | Ruolo | Nome               | Anno | Alt.   | Peso   |  |
| -- | ---------------------- | ----- | ------------------ | ---- | ------ | ------ |  |
| 5  | Stati Uniti (bandiera) | P     | John Goldsberry    | 1982 | 191 cm | 83 kg  |  |
| 8  | Serbia (bandiera)      | AG    | Predrag Šuput      | 1977 | 200 cm | 103 kg |  |
| 9  | Germania (bandiera)    | G     | Karsten Tadda      | 1988 | 190 cm | 92 kg  |  |
| 10 | Germania (bandiera)    | AC    | Johannes Richter   | 1993 | 204 cm | 95 kg  |  |
| 11 | Stati Uniti (bandiera) | G     | Julius Jenkins     | 1981 | 187 cm | 81 kg  |  |
| 12 | Germania (bandiera)    | P     | Daniel Schmidt     | 1990 | 188 cm | 85 kg  |  |
| 13 | Germania (bandiera)    | P     | Maurice Stuckey    | 1990 | 187 cm | 84 kg  |  |
| 14 | Germania (bandiera)    | C     | Philipp Neumann    | 1992 | 209 cm | 108 kg |  |
| 21 | Germania (bandiera)    | C     | Tibor Pleiß        | 1989 | 218 cm | 118 kg |  |
| 22 | Stati Uniti (bandiera) | P     | Brian Roberts      | 1985 | 188 cm | 79 kg  |  |
| 23 | Stati Uniti (bandiera) | AP    | Casey Jacobsen (C) | 1981 | 198 cm | 98 kg  |  |
| 24 | Stati Uniti (bandiera) | A     | P.J. Tucker        | 1985 | 196 cm | 105 kg |  |
| 25 | Slovacchia (bandiera)  | G     | Anton Gavel        | 1984 | 189 cm | 87 kg  |  |
| 33 | Germania (bandiera)    | AG    | Steven Monse       | 1990 | 200 cm | 98 kg  |  |
| 44 | Stati Uniti (bandiera) | AC    | Marcus Slaughter   | 1985 | 204 cm | 106 kg |  |

| Allenatore                                                                                |
| - / Chris Fleming                                                                         |
| Assistente/i                                                                              |
| - Arne Woltmann - Stefan Weissenböck Legenda - (C) Capitano - (IN) Inattivo - Infortunato |

## Mercato

### Sessione estiva
| Acquisti | Acquisti         | Acquisti           | Acquisti   | Acquisti |
| R.       | Nome             | da                 | Modalità   |          |
| -------- | ---------------- | ------------------ | ---------- | -------- |
| G        | Julius Jenkins   | Alba Berlino       | definitivo |          |
| AC       | Johannes Richter | Breitengüßbach     | prestito   |          |
| A        | P.J. Tucker      | Sutor Montegranaro | definitivo |          |
| AC       | Marcus Slaughter | Valladolid         | definitivo |          |
| AG       | Steven Monse     | Bayer Leverkusen   | definitivo |          |

| Cessioni | Cessioni       | Cessioni          | Cessioni       | Cessioni |
| R.       | Nome           | a                 | Modalità       |          |
| -------- | -------------- | ----------------- | -------------- | -------- |
| C        | Kyle Hines     | Olympiakos        | fine contratto |          |
| C        | Erik Land      | Saar-Pfalz Braves | fine contratto |          |
| AG       | Reyshawn Terry | Chimik Južnyj     | fine contratto |          |